# فرودگاه جیایوگوان
فرودگاه جیایوگوان (به انگلیسی: Jiayuguan Airport) یک فرودگاه همگانی با کد یاتا JGN است . این فرودگاه در کشور چین قرار دارد و در ارتفاع ۱۵۵۸ متری از سطح دریا واقع شده‌است.

## شرکت‌های هواپیمایی و مقصدهای پروازی
| شرکت‌های هواپیمایی      | مقصدهای پروازی                                                                                                 |
| ---------------------- | --- |
| هواپیمایی شرقی چین     | پکن، دون‌هوانگ، بایون گوآنگجو، کونمینگ چانگشوی، لانجو ژنگچوان، شانگهای هونگچیائو، اورومچی دیووپو، شی‌آن شیان‌یانگ |
| China Express Airlines | چنگچینگ ییانگبی، دون‌هوانگ، لانجو ژنگچوان                                                                       |
| چاینا یونایتد ایرلاینز | پکن نانیوان، جینچانگ یینچوان                                                                                   |
| سیچوان ایرلاینز        | چنگدو شوانگلیو، لانجو ژنگچوان                                                                                  |